# Caffrocixius personata
Caffrocixius personata är en insektsart som beskrevs av Ronald Gordon Fennah 1967. Caffrocixius personata ingår i släktet Caffrocixius och familjen kilstritar. Inga underarter finns listade i Catalogue of Life.